# Haico Scharn
Helprich Haico Stephanus Adrianus Scharn (* 18. Juni 1945 in Gemert; † 10. Juni 2021 in Culemborg) war ein niederländischer Leichtathlet.

## Biografie
Haico Scharn war gemeinsam mit Abraham Wassenaar einer der besten niederländischen Mittelstreckenläufer. Scharn wurde in den Jahren 1968, 1970 und 1974 niederländischer Meister über 1500 Meter. 1971 gewann er über die gleiche Distanz in der Halle den niederländischen Titel. Zudem wurde er 1975 nationaler Meister im Crosslauf.
Auf internationaler Ebene konnte Scharn drei Finals erreichen. Bei den Europameisterschaften 1971 wurde er Achter und 1974 Vierter. Bei den Halleneuropameisterschaften 1973 belegte er Rang sechs. Bei den Olympischen Spielen 1972 in München schied Scharn im Wettkampf über 1500 m im Vorlauf aus. Später war Scharn beim niederländischen Verband als Trainer aktiv. Er trainierte unter anderem die Sprinterin Els Vader, die er später heiratete. 
Am 10. Juni 2021 starb Scharn, wie seine Ehefrau wenige Monate zuvor, an Krebs.